# Contea di Sarpy
La contea di Sarpy (in inglese Sarpy County) è una contea dello Stato del Nebraska, negli Stati Uniti. La popolazione al censimento del 2000 era di 122 595 abitanti. Il capoluogo di contea è Papillion.